# Conquista (Minas Gerais)
Conquista és un municipi a la microregió d'Uberaba, a l'Interior de Minas Gerais (el Brasil). Al 2010 població estimada en 2010 era de 7.500 habitantsi al cens del 2010 es constatà la presència de 6.922 habitants, inclosos els districtes de Guaxima i Jubaí. Té una superfície és de 618,0 quilòmetres quadrats i una densitat de 9,09 habitants per quilòmetre quadrat. La seva patrona és la Mare de Déu de Lorda (en portuguès Nossa Senhora de Lourdes).

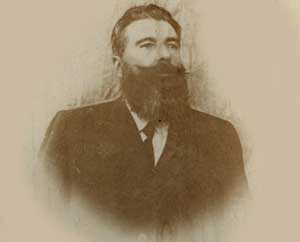
Domingos Vilela d'Andrade, fundador del municipi.

Fins al segle XVIII la regió era ocupada per diverses ètnies indígenes, com els kayapós, bororós, parecis, karajàs i araxás. A l'inici d'aquest segle, amb la descoberta d'or a la capitania de Goiás, la regió va passar a ser ocupada per aventurers en recerca d'or. En aquest procés foren exterminats no només els indis que vivien a la regió, sinó també els incomptables quilombos que hi havia.
Conquista, antic districte creat en 1892 i 1901, esdevingué vila per la Llei Estatal núm. 556, del 30 d'agost de 1911, escindint-se del municipi de Sacramento. Conquista fou fundada per Domingos Vilela d'Andrade, el 30 d'agost de 1911; no obstant això, hi ha un grup d'investigadors historiadors que atribueix tal fet al coronel Antônio Alves da Silva, grande benemérito de la ciutat. El 10 de setembre de 1925 Conquista fou elevada a la categoria de ciutat.